# Four-Calendar Café
Four-Calendar Café è il settimo album in studio del gruppo musicale britannico Cocteau Twins, pubblicato nel 1993.
Si tratta del primo disco del gruppo non pubblicato per la 4AD. Questa svolta si sente anche nello stile musicale, che è maggiormente orientato al pop, e ai testi di Liz Fraser, che sono molto più comprensibili.
Il titolo dell'album è tratto dal libro di William Least Heat-Moon Strade blu. Un viaggio dentro l'America.

## Tracce
1. Know Who You Are at Every Age - 3:42
2. Evangeline - 4:31
3. Bluebeard - 3:56
4. Theft, and Wandering Around Lost - 4:30
5. Oil of Angels - 4:38
6. Squeeze-Wax - 3:49
7. My Truth - 4:34
8. Essence - 3:02
9. Summerhead - 3:39
10. Pur - 5:02

## Formazione
Cocteau Twins
- Elizabeth Fraser - voce
- Robin Guthrie - chitarra
- Simon Raymonde - basso